# یورگن ینسن (دوچرخه‌سوار)
یورگن ینسن (انگلیسی: Jørgen Jensen; ۶ ژانویهٔ ۱۹۴۷ – ۴ مارس ۲۰۱۵) دوچرخه‌سوار اهل دانمارک بود.